# El verbo Kaifman
El verbo Kaifman es una novela del tipo thriller conspirativo e histórico escrita por el periodista y novelista chileno, Francisco Ortega. La novela fue publicada por la Editorial Planeta el 4 de marzo de 2015, y es una reedición de El número Kaifman, novela publicada por Ortega en 2006. La novela representa el primer volumen de la serie: Trilogía de los Césares.
La historia narra las vivencias de Paul Kaifman y los hechos que ocurren en su vida luego de la misteriosa muerte de su primo, Samuel Levy, en el sur de Chile. 

## Sinopsis
Paul Kaifman es un abogado chileno asentado en Santiago que descubre que su primo, Samuel Levy, fue asesinado en un motel del sur del país. A partir de ese suceso, Kaifman se entera de que su primo formaba parte de una organización secreta de cazadores de nazis.
Al seguir investigando lo sucedido, Kaifman se involucra en la búsqueda de un secreto dejado por Adolf Hitler en el III Reich: un documento relacionado con una leyenda del Cono Sur acerca de una ciudad perdida denominada Ciudad de los Césares.

## Concepción
El editor de editorial Planeta, Gabriel Sandoval, le solicitó a Ortega en 2006 que creara un thriller histórico con matices chilenos tras el éxito que Dan Brown estaba teniendo con El código Da Vinci, su novela conspirativa. A partir de esa petición, Ortega escribió El Número Kaifman.
Ortega afirma que parte de la idea para la novela vino de su padre, quien le contaba historias sobre grupos de personas que llegaban al sur de Chile en búsqueda de tractores de origen alemán en la década de 1940 y que se rumoreaba que lo hacían porque había oro nazi en sus placas.
En una entrevista Ortega afirmó que "cuando estaba escribiendo Logia me di cuenta que ambos libros dialogan entre sí", formando así la ahora llamada Trilogía de los Césares, donde Ortega decidió lanzar una versión reeditada y ampliada de El número Kaifman, titulada El verbo Kaifman, que sirve como precuela de Logia.

## Trilogía de los Césares
Luego de que Ortega creara la conexión entre El verbo Kaifman y Logia, decidió unir las novelas en un mismo universo narrativo, dando paso así a la creación de la Trilogía de los Césares. La serie, como su nombre indica, es una trilogía conformada por ambas novelas ya mencionadas junto a una tercera parte, que funciona como secuela directa de Logia: Andinia, la catedral antártica.
La serie tiene un orden lógico comenzando con El verbo Kaifman, continuando con Logia, y terminando con Andinia, la catedral antártica, aunque Ortega ha dicho que a pesar de tratarse de un universo en común, el lector puede comenzar por cualquiera de los dos primeros volúmenes.